# Hořovičky
Hořovičky település Csehországban, Rakovníki járásban. Hořovičky Jesenice, Petrohrad, Kryry, Blšany, Kolešovice, Hořesedly, Kolešov, Děkov és Oráčov településekkel határos. Lakosainak száma 486 fő (2024. január 1.).

## Népesség
A település lakosságának változását az alábbi diagram mutatja:
| Lakosok száma | 985  | 1083 | 1243 | 641  | 497  | 419  | 496  | 493  | 482  | 486  |
|               | 1869 | 1890 | 1921 | 1950 | 1980 | 2001 | 2017 | 2019 | 2022 | 2024 |